# Azida de bari
L'azida de bari és una azida inorgànica amb la fórmula empírica Ba(N₃)₂, és una reacció explosiva.

## Preparació
L'azida de bari es pot preparar mitjançant la reacció d'hidròxid de bari i àcid hidrazoic:
Ba(OH)₂ + HN₃ → Ba(N₃)₂ + 2 H₂O
També es pot preparar fent reaccionar perclorat de bari amb azida de potassi, en aquest mètode s'aprofita la baixa solubilitat del perclorat de potassi resultant:
Ba(ClO₄)₂ + 2 KN₃ → Ba(N₃)₂ + 2 KClO₄

## Usos
Es pot fer servir per obtenir azides de magnesi (però la seva tendència hidrolítica frustra els esforços per aïllar-la), sodi, potassi, liti, rubidi i zinc amb els seus respectius sulfats. Per exemple: 
Ba(N₃)₂ + Li₂SO₄ → 2 LiN₃ + BaSO₄
També es pot fer servir en la preparació de nitrogen extra pur per descomposició tèrmica:
Ba(N₃)₂ → Ba + 3 N₂